# تومبی بل
تومبی بل (انگلیسی: Tombi Bell؛ زادهٔ ۱۹ آوریل ۱۹۷۹) بازیکن بسکتبال اهل ایالات متحده آمریکا است.